# وليام إمبسون
السير وليام إمبسون (27 سبتمبر 1906 – 15 أبريل 1984) كان ناقدًا وشاعرًا أدبيًا إنجليزيًا، وكان له تأثيرًا كبيرًا بسبب ممارسته لقراءة الأعمال الأدبية الدقيقة، وهي ممارسة أساسية للنقد الجديد. أشهر أعماله هو أول عمل له، سبعة أنواع من الغموض، نُشر عام 1930.
كتب جوناثان باتي أن أعظم نقاد الأدب الإنجليزي في القرنين الثامن عشر والتاسع عشر والعشرين هم جونسون، وهازلت، وإمبسون، «لأسباب ليس أقلها إنهم الأكثر تسليةً».

## الخلفية والتعليم
كان إمبسون نجل آرثر ريجينالد إمبسون من يوكيفليت هول، يوركشاير. كانت والدته لورا، ابنة ريتشارد ميكلثويت، جي بي، من أردسلي هاوس، يوركشاير. كان أول ابن عم للتوأم ديفيد وريتشارد أتشرلي. اكتشف إمبسون لأول مرة مهارته الكبيرة واهتمامه بالرياضيات في مدرسته الإعدادية. حصل على منحة دخول إلى كلية وينشستر، حيث برع كطالب وحصل على ما وصفه لاحقًا بأنه «تعليم ممزق» على الرغم من البيئة القاسية والمسيئة للمدرسة: تقليد طويل الأمد للقوة البدنية، خاصة بين الطلاب، برزت بشكل خاص في الحياة في مثل هذه المدارس.
في عام 1925، فاز إمبسون بمنحة دراسية في كلية المجدلية، كامبريدج، حيث درس الرياضيات، وحصل على المرتبة الأولى في الجزء الأول، لكنه للأسف في الجزء الثاني حصل على المرتبة الثانية. ثم تابع دراسته للحصول على الدرجة الثانية في اللغة الإنجليزية، وفي نهاية السنة الأولى حصل على زمالة وداع. أعرب مشرفه في الرياضيات، آرثر ستانلي رامزي، عن أسفه لقرار إمبسون بمتابعة اللغة الإنجليزية بدلًا من الرياضيات، لأنه كان تخصصًا أظهر إمبسون فيه موهبة كبيرة.

أشار إيفور آرمسترونغ ريتشاردز، مدير الدراسات باللغة الإنجليزية، إلى عمل إمبسون الأول سبعة أنواع من الغموض الذي كتبه وهو بسن 22 ونشره بسن 24.
في زيارته الثالثة تقريبًا، طرح ألعاب الترجمة التي كانت لورا رايدنج وروبرت جريفز تلعبها [في مسح للشعر الحديث، 1927] بطريقة غير منظمة لعمل حساب الروح في إهدار العار. اعتبر القصيدة مثل مشعوذ ينزع قبعته. أنتج سربًا لا نهاية له من الأرانب الحية وانتهى بعبارة «يمكنك فعل ذلك بأي قصيدة، أليس كذلك؟» كان هذا هبة من السماء لمدير الدراسات، لذلك قلت، من الأفضل أن تذهب وتفعل ذلك، أليس كذلك؟»
لكن الكارثة حدثت عندما عثر خادم على واقيات ذكرية بين ممتلكات إمبسون وادعى أنه قبض عليه متلبسًا مع امرأة. نتيجة لذلك، لم تُلغى منحته الدراسية فحسب، بل شطب اسمه من سجلات الكلية، وفقد فرصته في الزمالة وطُرد من المدينة.